# 裕勛齡
裕勛齡 (1874年—1944年 ），來自汉军八旗正白旗，曾任清朝驻法国大使馆二等秘书。 他还是颐和园发电機的负责人，而且還給慈禧太后拍過照片。 

## 生平
裕勛齡的父親是裕庚，母親是路易莎·皮尔森（Louisa Pierson）。裕馨龄是裕勛齡的弟弟，裕德齡和裕容齡是他的妹妹。裕勛齡曾在美国來華传教士開辦的学校接受西方教育。赫德表示裕勛齡一家會說英语，还能说流利的日语和法语。  :52
1899年至1902年，他出任清朝驻法国大使馆二等秘书。 
在巴黎期间，裕勛齡學會了攝影。1903年至1905年间，他用从欧洲引进的相机为慈禧太后拍摄了不少照片。超过一半的負片目前由亚瑟·M·赛克勒美术馆收藏。 

## 影視劇形象
- 2006年，在电视剧德齡公主中，裕勛齡一角由徐箭扮演